# Geflügelschlachthof Wietze

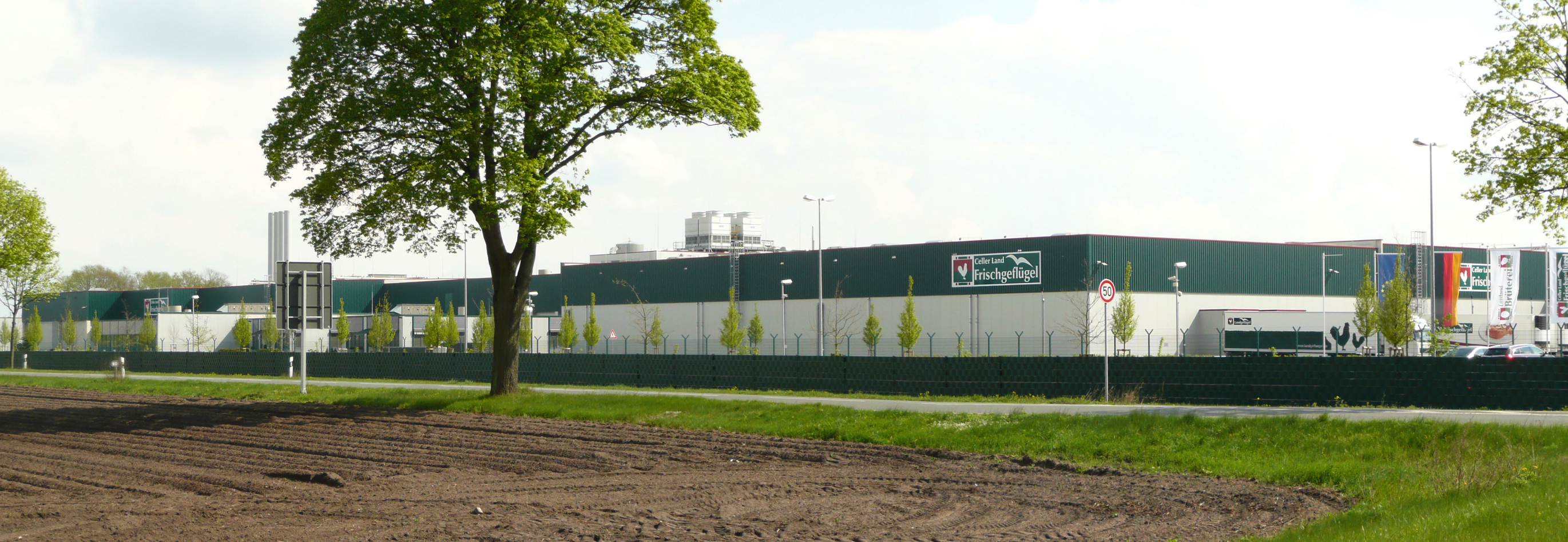
Geflügelschlachthof Wietze

Der Geflügelschlachthof in Wietze ist ein Schlachthof für Geflügel in Wietze (Niedersachsen), der 2010 gebaut wurde. Der Geflügelschlachthof Wietze ist ein Unternehmen der Celler Land Frischgeflügel als Teil der Rothkötter Unternehmensgruppe.

## Beschreibung
Der 2010 entstandene Schlachthof liegt etwa 1,5 Kilometer außerhalb des Ortes Wietze im Landkreis Celle und nahm im Herbst 2011 den Betrieb auf. Der Neubau wurde mit 6,5 Millionen Euro vom Land Niedersachsen und weiteren 800.000 Euro vom Bund subventioniert.
Der Schlachthof verfügt über eine genehmigte Schlachtkapazität von 27.000 Hähnchen stündlich bzw. 432.000 Hähnchen täglich an 6 Betriebstagen pro Woche. Zum Zeitpunkt der Inbetriebnahme handelte es sich damit um den größten Geflügelschlachthof Europas. Stand Ende 2023 waren dort 1000 Mitarbeiter beschäftigt.

## Kontroversen um den Schlachthof
Der Bau des Schlachthofes war seit Planungsbeginn sowohl in der Bevölkerung als auch in der Politik auf Lokal- und Landesebene stark umstritten. Während sich insbesondere die Gemeindeverwaltung, der Landkreis Celle und die Landesregierung wirtschaftliche Impulse für die strukturschwache Region und neue Arbeitsplätze erhofften, lehnten einige Parteien das Vorhaben ab.
Im Ort Wietze gründeten sich im Oktober 2009 eine Bürgerinitiative, die mehrfach erfolglos gegen das Großprojekt prozessierte. Nach der Fertigstellung des Schlachthofs konzentrierten sich die Proteste auf die notwendigen Neubauten von Mastanlagen, die als Zulieferbetriebe des Geflügelschlachthofes Wietze tätig sein sollten. Im Sommer 2010 wurde das Baugelände des Schlachthofes von Tierrechtsaktivisten besetzt, nach drei Monaten wurde die Besetzung am 3. August durch die Polizei geräumt. Am 31. August 2013 kam es unter dem Motto Wir haben Agrarindustrie satt! zu einer Protestaktion gegen den Schlachthof durch rund 5000 Menschen, die eine Menschenkette um die Anlage bildeten.
In Niedersachsen gab es vier ungeklärte Brandstiftungen in leerstehenden Mastanlagen, die als Zulieferbetriebe des Geflügelschlachthofes Wietze neu erbaut wurden. Zu den Taten liegen jeweils Bekennerschreiben vor, die sich mit der Animal Liberation Front identifizieren. Den Eigentümern entstand jeweils ein erheblicher Sachschaden.